# 平山海陸豐戰鬥
平山海陸豐戰鬥發生於1925年2月19－29日，地點則是在中國粵東南。是國民革命軍東征戰鬥之一，交戰兩方為國軍教一團及洪兆麟軍隊。